# Никитенко, Григорий Григорьевич
Григорий Григорьевич Никитенко (9 сентября 1941, село Козиевка, Краснокутский район, Харьковская область) — украинский советский государственный деятель, министр легкой промышленности УССР. Депутат Верховного Совета УССР 11-го созыва (с 1988 года). Академик академии инженерных наук Украины.

## Биография
Родился в семье колхозников. Отец погиб на фронте в 1943 году.
Окончил среднюю школу в 1958 году.
В 1963 году окончил технологический факультет Киевского технологического института легкой промышленности. Был секретарем комсомольской организации курса. Член КПСС.
В 1963 — 1977 г. — заместитель начальника экспериментального цеха головного предприятия, начальник экспериментального цеха, заместитель главного инженера, главный инженер, генеральный директор Одесского производственного швейного объединения имени Воровского.
В 1977 — 1980 г. — директор Украинского института ассортимента изделий легкой промышленности и культуры одежды в Киеве.
В 1980 — 1983 г. — начальник Управления организации производства товаров легкой промышленности и поставок Министерства легкой промышленности Украинской ССР.
В 1983 — 1985 г. — начальник Главного управления швейной промышленности Министерства легкой промышленности Украинской ССР.
В 1985 — январе 1987 г. — 1-й заместитель министра легкой промышленности Украинской ССР.
22 января 1987 — ноябрь 1991 г. — министр легкой промышленности Украинской ССР.
В ноябре 1991 — декабре 1992 г. — президент Государственной корпорации производителей товаров легкой промышленности «Легтекс».
В декабре 1992 — 5 января 1996 г. — председатель Государственного комитета Украины по легкой и текстильной промышленности.
С 1996 г. несколько лет возглавлял Главное управления Государственной налоговой администрации Украины.
Потом — на пенсии в городе Киеве.

## Награды
- орден Трудового Красного Знамени
- орден Трудовой Славы 3-й ст.
- медали
- государственный служащий 1-го ранга (1994)
- государственный советник налоговой службы 2-го ранга